# Mirosław Sułek
Mirosław Sułek (ur. 15 lipca 1952) – polski ekonomista i badacz stosunków międzynarodowych, profesor nauk społecznych, wykładowca Wydziału Nauk Politycznych i Studiów Międzynarodowych Uniwersytetu Warszawskiego (d. ISM UW).

## Życiorys
W 1982 roku ukończył studia magisterskie na Wydziale Nauk Ekonomicznych Wojskowej Akademii Politycznej. W 1987 został doktorem nauk ekonomicznych. 25 września 1995 uzyskał habilitację na Wydziale Ekonomiczno-Socjologicznym Uniwersytetu Łódzkiego na podstawie dorobku naukowego oraz rozprawy Potencjał gospodarczo-obronny. Pojęcie. Pomiar. Decyzje. Wykładał na Akademii Obrony Narodowej (1995–1998), Akademii Podlaskiej w Siedlcach (1997–2002) oraz w Wyższej Szkole Ekonomii i Administracji w Kielcach (2000–2007). W 2002 dołączył do kadry naukowo-dydaktycznej ISM UW. 17 lipca 2015 otrzymał tytuł naukowy profesora nauk społecznych.
Jego zainteresowania badawcze obejmują m.in. studia strategiczne, metodologię badań stosunków międzynarodowych, ekonomię polityczną bezpieczeństwa narodowego, a także potęgonomię i potęgometrię. Opublikował dwa tomiki poezji: Myśli w przelocie oraz, pod pseudonimem Miro Sue, Porywy młodości : wiersze.
Wypromował czworo doktorów.